# Сайно
Сайно — риннове озеро розташоване на південно-східному краю Августова (августівський повіт, підляське воєводство)
Береги круті 90 % заросли мішаним лісом, при відтоці річки Сайовніци береги підтоплює.
Озеро має видовжену форму. Сайно — найбільше озеро в групі августовських озер.
В східній частині Сайно з'єднується з перешийком озера Сайенек (дорога та залізничний шлях проходять через перешийок). У північній частині озера розташоване гирло Бистрі Канал. У північній частині озера розташоване гирло каналу Бистрі.У південно-західному напрямку з Сайна, тече річка Саджолаца — ділянка річки Нетта.
Назва озера, ймовірно, походить від ятвігського слова soia, що означає річка або річковий струм (сильний струм проходить посеред озера). Туристичні курорти «Королева Води» та «Жайворонок» зосереджені на північному березі. На півдні є кемпінги. Озеро розташоване в закритому ландшафтному районі «Пуща та озера Августовські»